# NGC 5890
NGC 5890 (другие обозначения — MCG -3-39-4, NPM1G -17.0406, IRAS15150-1724, PGC 54602) — галактика в созвездии Весы.
Этот объект входит в число перечисленных в оригинальной редакции «Нового общего каталога».